# А. Дж. Куинъл
Филип Никълсън (на английски: Philip Nicholson) е английски писател на произведения в жанра трилър и криминален роман. Пише под псевдонима А. Дж. Куинъл (на английски: A. J. Quinnel). Издаван е в България и като Артър Дж. Куинъл.

## Биография и творчество
Филип Никълсън е роден на 25 юни 1940 г. Нунитън, Уорикшър, Англия. След завършване на гимназията си намира работа в корабна компания в Ливърпул. На двадесет години се мести в Хонконг, където търгува с текстил. В Хонконг натрупва много впечатления от срещите си с мошеници, наемници, журналисти и бивши офицери от Френския чуждестранен легион, които по-късно са отразени в героите в романите му. Докато работи в Хонконг, по време на полет от Токио до Хонконг помага на италиански пътник получил инфаркт на борда да отиде в частна болница за лечение. Семейството на пътника има връзки с италианската мафия и в благодарност за помощта му, те му предоставят възможност да интервюира различни криминални и полицейски фигури в Италия, с което той се насочва към писателската си кариера.
Първият му роман „Мъж под прицел“ от поредицата „Рейнджър“ е издаден през 1980 г. Главният герой, Маркъс Крийси, е американец, бивш член на Френския чуждестранен легион, за когото парите, кръвта и интригите са нещо обичайно. Той е нает за бодигард на малко момиче, но нещата се объркват и за да отмъсти за невинната жертва, отново става машина за убиване. Авторът иска да запази истинската си самоличност в тайна и по съвет на литературния си агент приема псевдоним, за който избира фамилията на уелския ръгбист Дерек Куинъл и инициалите на сина на бармана на любимото му заведение. Романът става бестселър в списъка на „Ню Йорк Таймс“ и го прави известен. През 1987 г. романът е екранизиран в едноименния филм с участието на Скот Глен, Джо Пеши и Дани Айело, през 2004 г. е екранизиран в едноименния филм с участието на Дензъл Уошингтън, Дакота Фанинг и Кристофър Уокън, а през 2005 г. е екранизиран във филм на Боливуд с участието на Амитаб Бачан, което прави героя и поредицата особено популярни в Азия.
Произведенията на писателя са издадени в над 10 милиона екземпляра по света.
Живее с третата си съпруга, датската писателка на криминални романи Елзебет Егхолм, на остров Гозо и в Дания.
Филип Никълсън умира на 10 юли 2005 г. в Гозо, Малта.

## Произведения

### Самостоятелни романи
- The Mahdi (1981)[1][2][3]
Махди, изд.: ИК „Прозорец“, София (1998), прев. Магдалена Леви
- Snap Shot (1982)
Ударът на Мосад, изд. „Кронос“ (1995), прев. Мая Калоферова
- Blood Ties (1984)
- Siege of Silence (1986)
- In the Name of the Father (1987)
- The Trail of Tears (1999)
- A Quiet Night in Hell (2001)
- The Scalpel (2001)

### Поредица „Рейнджър“ (Creasy)
1. Man on Fire (1980)[1][2][3]
Наемникът, изд.: ИК „Прозорец“, София (1996, 1998), прев. Магдалена Леви
Мъж под прицел, изд.: ИК „Прозорец“, София (2004), прев. Магдалена Леви
2. The Perfect Kill (1992)
3. The Blue Ring (1993)
Синият пръстен, изд.: ИК „Прозорец“, София (1999), прев. Магдалена Куцарова-Леви
4. Black Horn (1994)
5. Message from Hell (1996)

### Екранизации
| Година | Заглавие       |
| ------ | -------------- |
| 1987   | Man on Fire    |
| 2004   | Мъж под прицел |
| 2005   | Ek Ajnabee     |